# Ligne de Montauban-Ville-Bourbon à La Crémade
La ligne de Montauban-Ville-Bourbon à La Crémade est une ligne de chemin de fer française, qui reliait la gare de Montauban-Ville-Bourbon à la halte de La Crémade située à 8 km à l'ouest de Castres sur la Ligne de Castelnaudary à Rodez.
Elle constitue la ligne 738 000 du réseau ferré national.
Aujourd'hui, le tronçon entre Saint-Sulpice-sur-Tarn et Castres est utilisé pour les trafics voyageurs et fret. Il est desservi par des trains TER Occitanie à destination de Mazamet. Le reste de cette ligne a été déclassé.

## Histoire

### Chronologie
- 5 décembre 1884, mise en service de Montauban à Saint-Sulpice par la Compagnie des chemins de fer du Midi et du Canal latéral à la Garonne (Midi)[2],
- 4 mars 1888, mise en service de Saint-Sulpice à La Crémade par la Compagnie du Midi[2].

### Origine
Cette ligne est concédée à la Compagnie des chemins de fer du Midi et du Canal latéral à la Garonne par une convention signée le 14 décembre 1875 entre le ministre des Travaux publics et la compagnie. Cette convention est approuvée par une loi à la même date qui déclare la ligne d'utilité publique.
La section de Montauban à Saint-Sulpice a été ouverte à l'exploitation le 11 décembre 1884et celle de Saint-Sulpice à La Crémade (Castres) le 4 mars 1888.
En 1884, l'ingénieur Paul Séjourné a réalisé sur cette ligne deux ouvrages majeurs, le viaduc de Lavaur et le pont Antoinette (à Sémalens), qui lui ont permis d'établir les principes de construction des grandes voûtes pour des ponts ferroviaires en maçonnerie.
La section de Montauban à Saint-Sulpice a été déclassée (PK 210,750 à 248,120) le 16 décembre 1991.
En septembre 2018, la section de Montauban à Saint-Sulpice est à nouveau desservie, par des autocars cette fois. En effet, la ligne 717 du réseau régional Lignes intermodales d'Occitanie effectue la desserte de la section, en desservant au passage les communes de Bressols, Labastide-Saint-Pierre, Orgueil, Villemur-sur-Tarn, Bessières et Buzet-sur-Tarn, autrefois sur le parcours de la ligne.